# Eupithecia extrinseca
Eupithecia extrinseca es una especie de polilla de la familia Geometridae. La especie fue descrita por primera vez por András Mátyás Vojnits habiendo sido descrita en 1978, con distribución en China. El holotipo de la especie fue descrita en el sector Tapaishan, al sur de Shaanxi, a 3000 metros (9842,5 pies) de altitud.